# The Survivalist (2021)
The Survivalist ist ein Action-Thriller von Jon Keeyes, der Anfang Oktober 2021 in den USA als Video-on-Demand veröffentlicht wurde.

## Handlung
Eineinhalb Jahre nach dem Untergang der Zivilisation aufgrund eines Virusausbruchs lebt der ehemalige FBI-Agent Ben Grant zurückgezogen auf der Ranch seiner Familie. Als dort eine junge Frau namens Sarah auftaucht, die gegen die Krankheit immun ist, versucht er diese vor dem gefährlichen Bandenführer Aaron Ramsey zu schützen, der sie in Hoffnung auf ein Gegenmittel sucht.

## Produktion
Regie führte der in der Vergangenheit überwiegend als Filmproduzent tätige Jon Keeyes, das Drehbuch stammt von Matthew Rogers.
John Malkovich und Jonathan Rhys Meyers spielen in den Hauptrollen Aaron und Ben. Ruby Modine spielt die gegen das Virus immune Sarah.
Gedreht wurde in der Tri-State-Area New York, New Jersey und Connecticut. Die Dreharbeiten wurden im Dezember 2020 beendet. Als Kameramann fungierte Austin F. Schmidt.
Mitte August 2021 wurde der erste Trailer vorgestellt. Der Film wurde am 1. Oktober 2021 in den USA als Video-on-Demand veröffentlicht. Am 25. Februar 2022 wurde er auch in Deutschland auf Blu-ray-Disc veröffentlicht.